# Peter W. Singer
Pour les articles homonymes, voir Singer.
Ne doit pas être confondu avec Peter Singer ou Peter A. Singer.
 (décembre 2023).
Si vous disposez d'ouvrages ou d'articles de référence ou si vous connaissez des sites web de qualité traitant du thème abordé ici, merci de compléter l'article en donnant les références utiles à sa vérifiabilité et en les liant à la section « Notes et références ».

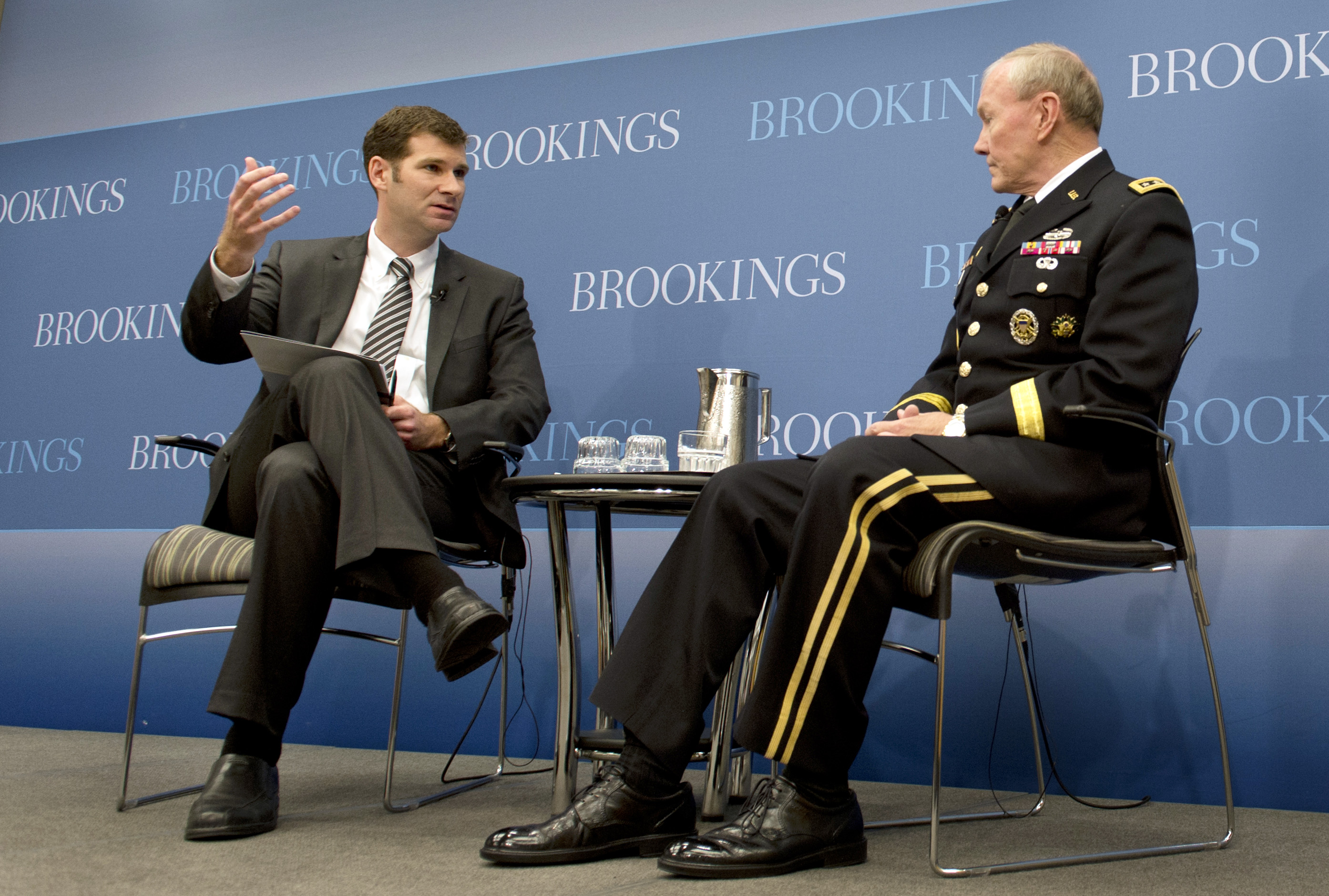
Peter W. Singer (à gauche) en 2013

Peter W. Singer est le directeur du projet sur la politique des États-Unis vers le monde islamique à la Brookings Institution. Il a reçu un Ph.D. à l'Université Harvard en 2001, et un A.B. à la Princeton University en 1997. Il servait comme officier dans la Balkans Task Force, Office of the Secretary of Defense.
En 2004, son livre Corporate Warriors: The Rise of the Privatized Military Industry (Cornell University Press, 2003)  a gagné le Gladys M. Kammerer Award de la American Political Science Association pour la meilleure publication en science politique sur la politique des États-Unis.
En 2015, il publie un techno-thriller intitulé La Flotte Fantôme.